# Асоциация „Приятели“
Асоциация „Приятели“ (на турски: Ahbap Derneği) е неправителствена организация, основана на солидарност и сътрудничество, основана от музиканта и филантропа Халук Левент.
Признанието на Халук Левент, след като увеличава броя на последователите на неговия акаунт в социалните медии, се появява в резултат на усилията, които той инициира с намерението да го използва, за да обедини хора и организации, които могат да помогнат на хора в нужда в Турция. В резултат на тези проучвания е създадена платформа за сътрудничество, наречена „Платформа за приятели“; „Асоциация Dude“ е създадена на 31 юли 2017 г., за да координира работата по платформата Dude. Седалището на асоциацията е Истанбул.
Към 2023 г. има мрежа от доброволци в 68 града на Турция. Организира дейности в областта на устойчивата солидарност, сътрудничество, ненасилствена комуникация, стипендии, медицинска помощ, хуманитарна помощ, специални събития, кампании, образование, изкуство, наука и технологии.
Нейната работа е счетена за достойна за Наградата за човешки права на Фондацията от Министерството на културата и туризма на Турция и Наградата за високи човешки ценности от Университета Üsküdar през 2021 г.

## Награди
- 6-та награда за високи хуманни ценности (2021) [4]
- Хуманна награда за фондации (2021)